# Дракино (Московская область)
Дра́кино — деревня в городском округе Серпухов Московской области. Входит в состав Дашковского сельского поселения.

## География
Деревня расположена в юго-западной части района, на левом берегу Оки при впадении в неё Протвы, в 3 километрах на восток от Протвино и в 10 километрах на юго-запад от Серпухова. Дракино находится на границе Московской и Калужской областей, проходящей по Протве. Через деревню проходит шоссе, соединяющее Серпухов и Тарусу, пересекающее реку по мосту на юго-западной оконечности населённого пункта.

## История
По материалам археологических раскопок известно городище Дракинское (I тысячелетия нашей эры), население которого составляли дославянские племена железного века. В VIII—IX веках на берега Оки проникает славянское население — вятичи.
Предполагается, что в средние века в районе современной деревни Дракино находился древнерусский город Лобынск (XII—XIII).
В XVIII веке земля на юго-западе современного Серпуховского района принадлежала Дашковым.
В годы Великой Отечественной войны 1941-1945 гг. и Битвы за Москву рядом с деревней Дракино находился фронтовой аэродром — место базирования советской военной авиации, в том числе полков 38-й смешанной авиационной дивизии (ВВС 49-й армии, Западный фронт), 18-го гвардейского авиационного полка дальнего действия, 1-го и 57-го скоростных бомбардировочных авиационных полков, 38-го БАП. Аэродром подвергался неоднократным бомбардировкам немецкой авиации.

## Достопримечательности
Недалеко от деревни располагается аэродром «Дракино», являющийся базой Серпуховского авиационного спортивного клуба имени Александра Ивановича Орлова, который занимается лётной подготовкой спортсменов и любителей. Аэродром, известен проведением Чемпионата мира (2005 год) и Квалификационного Мирового «Гран-при» (2006 год) по планёрному спорту.
В Дракино находится действующая церковь Бориса и Глеба, возведённая из кирпича в 1684 году. В начале XIX века построена колокольня, в 1872 году — трапезная, а также Боголюбовский и Сергиевский приделы. С 1930-х годов по 1997 год была закрыта. В здании церкви располагались мастерские.
Также в Дракине находится часовня 1900 года.
Памятный знак «Самолёт „МИГ-3“». Установлен в 1967 году, в честь воинов 49-й армии, защищавших Москву в 1941 г. во время Великой Отечественной войны.
- Достопримечательности Дракино
- Церковь Бориса и Глеба
- Церковь Бориса и Глеба
- Памятный знак «Самолёт „МИГ-3“»

## Экономика
Вокруг деревни расположены поля крупного сельскохозяйственного предприятия ЗАО «Дашковка», недалеко от Дракина находится крупный спортивно-развлекательный комплекс, включающий нескольких гостиниц, коттеджный городок.